# Ingvar Pettersson
Ingvar Pettersson (nacido el 19 de enero de 1926 – fallecido el 2 de julio de 1996) fue un atleta sueco especializado en pruebas de marcha.
Compitió en los Juegos Olímpicos de Tokio en 1964 donde logró la medalla de bronce en la prueba de los 50 km marcha.